# Eskadrila (avijacija)
Eskadrila u avijaciji je glavna jedinica, koja se sastoji od nekog broja aviona i njihovih posada, uglavnom istog tipa, tipično od 12 do 24 aviona. Eskadrila se ponekad deli u 3 ili 4 dela (engl. flight) u zavisnosti od tipa aviona i vazduhoplovstva. Eskadrile bazirane na zemlji koje su opremljene sa avionima težeg tipa, kao što su bombarderi dugog dometa ili transportni avioni, imaju otprilike 12 aviona u eskadrili, dok većina njih koja je opremljena lovcima ima od 18 do 24 aviona.
U Vojsci Srbije postoji sedam eskadrila, 3 u 98. vazduhoplovnoj brigadi, a ostale 4 u 204. vazduhoplovnoj brigadi. U većini država dve ili više eskadrila formiraju grupu ili krilo. Neke avijacije (kao Kraljevsko ratno vazduhoplovstvo, Luftvafe, Američko ratno vazduhoplovstvo ...) koriste izraz eskadrila (engl. squadron) za vojne jedinice koje ne lete (radarske jedinice, raketne jedinice, logističke jedinice, itd).

## Organizacija u nekim državama NATO
| Obrazac u nekim NATO zemljama |                            |                      |                             |
| Britanski i USN               | Sjedinjene Američke Države | Kanadski             | Nemačka                     |
| Grupa                         | Krilo                      | Avijacijska divizija | /                           |
| Krilo                         | Grupa                      | Krilo                | (engl. )                    |
| Eskadrila                     | Eskadrila                  | Eskadrila            | Staffel (srpski: eskadrila) |

U Američkoj avijaciji, vazduhoplovne jedinice mogu biti organizovani u eskadrile ili bataljone.

## Drugi
U Švedskim vojno-vazduhoplovnim snagama helikopterska eskadrila je odred „helikopterskog krila“.